# Mychajlo Mychajlov
Mychajlo Leonidovyč Mychajlov (in ucraino Михайло Леонідович Михайлов?, in russo Михаил Леонидович Михайлов?, Michail Leonidovič Michajlov; Kirovohrad, 6 luglio 1959) è un ex calciatore ucraino, fino al 1991 sovietico, di ruolo portiere.
Dal 2009 è l'allenatore dei portieri della Dinamo Kiev.

## Palmarès

### Giocatore

#### Competizioni nazionali
- Campionato sovietico: 4

Dinamo Kiev: 1980, 1981, 1985, 1986
- Coppa dell'Unione Sovietica: 2

Dinamo Kiev: 1982, 1987
- Supercoppa dell'Unione Sovietica: 2

Dinamo Kiev: 1981, 1986

#### Competizioni internazionali
- Coppa delle Coppe: 1

Dinamo Kiev: 1985-1986